# Predrag Drobnjak (liječnik)
Predrag Drobnjak (Sarajevo, 28. siječnja 1924. – Zagreb, 12. kolovoza 1984.), hrvatski liječnik ginekolog i opstetričar

## Životopis
U Zagrebu je završio medicinu. Na Klinici za ženske bolesti i porođaje u Zagrebu radio od 1952. do kraja života. Vodio je antisterilitetnu ambulantu (poslije Centar za ginekološku endokrinologiju i fertilitet). U Hrvatskoj među prvima se bavi dječjom ginekologijom i neplodnošću muškaraca. Organizirao je rad za fertilizaciju in vitro. Predsjedavao Zborom liječnika Hrvatske 1982.–84. godine. a Ginekološkom sekcijom Zbora liječnika Hrvatske tajnik 1961.-62. i predsjedavao od 1962. do 1970. godine. Redoviti profesor zagrebačkog Medicinskog fakulteta. Autor ginekoloških udžbenika.

## Vanjske poveznice
- http://www.ncbi.nlm.nih.gov/pubmed/?term=Drobnjak%20P[Author]&cauthor=true&cauthor_uid=7343792 National Center for Biotechnology Information] PubMed: Drobnjak P.
- Povijest humane reprodukcije u Petrovoj i Hrvatskoj   Arhivirana inačica izvorne stranice od 16. kolovoza 2016. (Wayback Machine)